# Eufori
Eufori är en stark känsla av lycka som kan förekomma bland annat vid samlag, stark förälskelse eller som en berusningseffekt av vissa droger, till exempel amfetamin eller ecstasy och olika opiater. Eufori förekommer vidare vid delirium, psykoser och manier. Motsatsen är dysfori.